# 佐賀競馬場
佐賀競馬場（日语：佐賀競馬場）是位於日本佐賀縣鳥栖市的競馬場。此競馬場由隸屬地方競馬的佐賀縣競馬組合營運，設有4,380個座位，可容納15,000名觀衆。

## 歷史
1924年5月，舊佐賀競馬場於佐賀縣佐賀市神野附近設立，為佐賀縣內首次舉辦賽馬賽事。
1972年2月，由於舊佐賀競馬場附近進行大規模都市改建，因而被遷移至現在地。
2013年，首次試行黃昏賽事。
2018年，為應對逐漸增加的黃昏賽事以及計劃舉行的夜馬，場內加設照明塔。
2024年，日本育馬場盃的三項賽事（日本育馬場盃短途賽、日本育馬場盃雌馬經典賽事、日本育馬場盃經典賽）預訂於此舉辦，為此競馬場首次舉行一級賽。

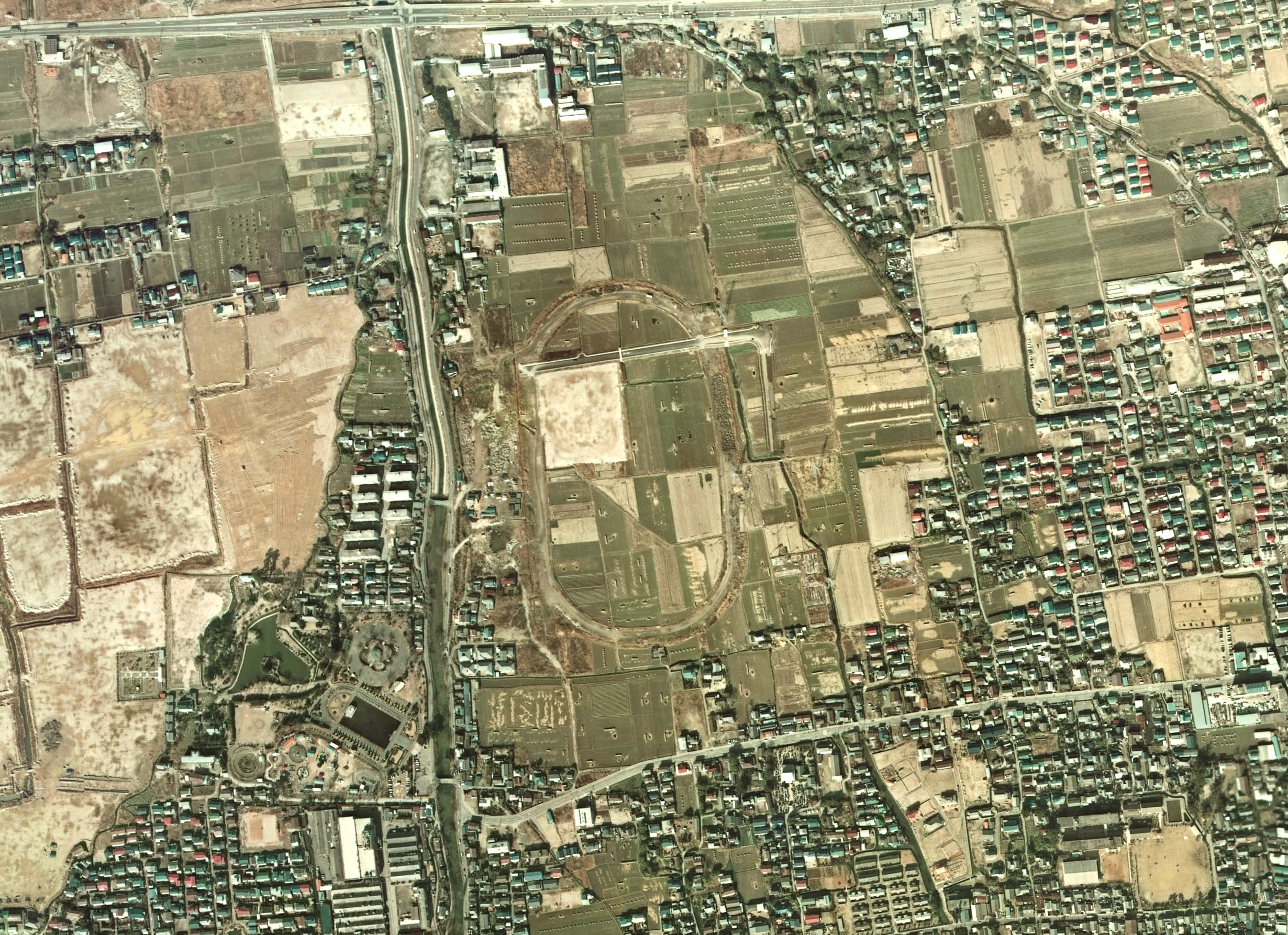
舊佐賀競馬場鳥瞰圖，攝於1974年

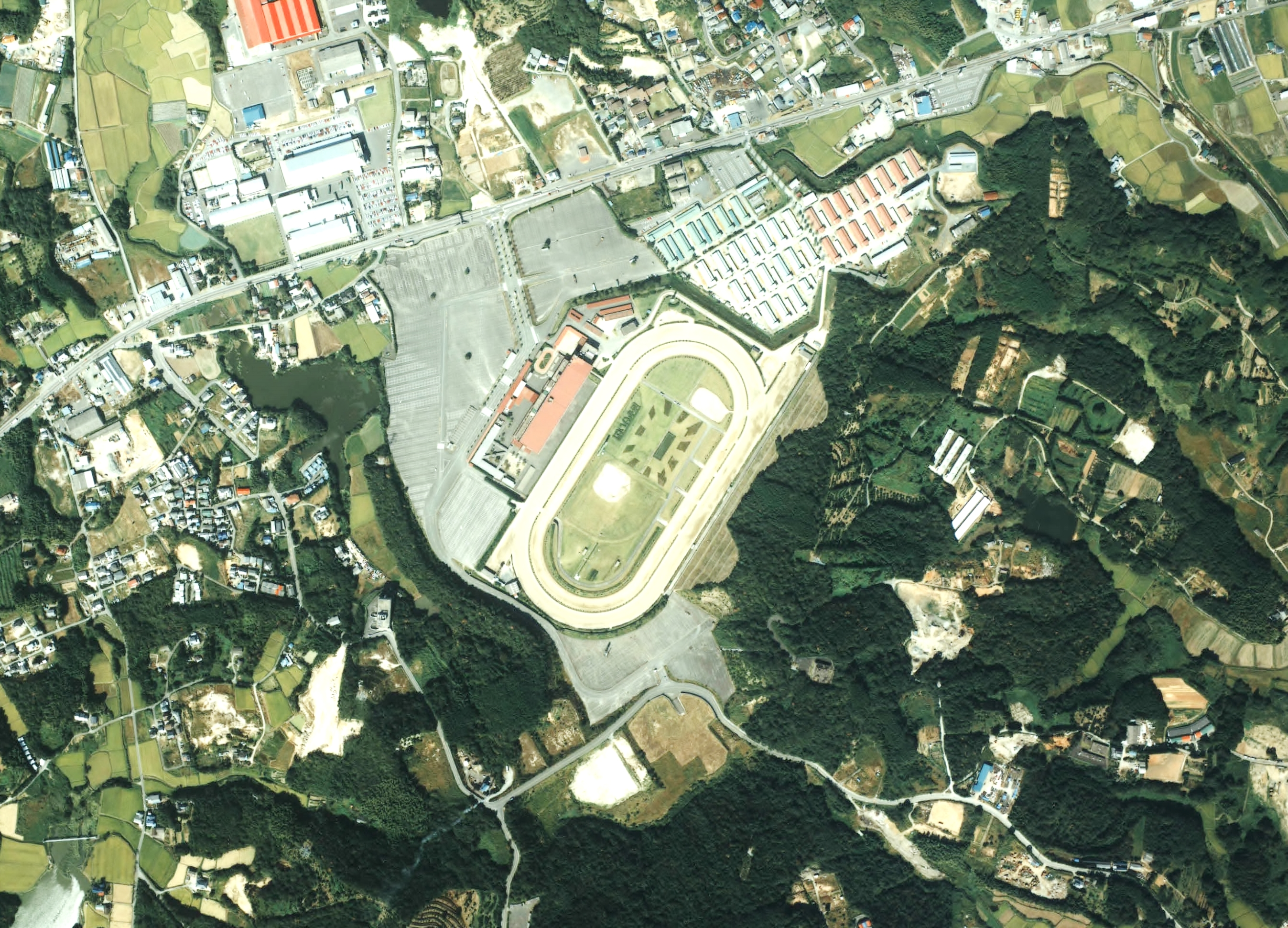
佐賀競馬場鳥瞰圖，攝於1987年

## 跑道
泥地跑道全長1100.0米，闊度24米，直路200米。

### 賽事距離
泥地跑道：900米、1300米、1400米、1750米、1800米、1860米、2000米、2500米

### 賽道記錄

#### 泥地
| 距離   | 時間   | 馬匹           | 性齡 | 負重 | 騎師       | 練馬師     | 紀錄創造日 | 賽事級別 | 賽事名稱       |
| ------ | ------ | -------------- | ---- | ---- | ---------- | ---------- | ---------- | -------- | -------------- |
| 900米  | 0:52.2 | Dragon Gate    | 雄8  | 56   | 田中純     | 三小田幸   | 21/6/2020  | 佐賀重賞 | 佐賀極致短途賽 |
| 1300米 | 1:19.9 | Danon Good     | 雄11 | 56   | 多田羅誠也 | 別府真司   | 15/1/2023  | 佐賀重賞 | 黃金短途錦標   |
| 1400米 | 1:23.8 | Suni           | 雄5  | 58.5 | 川田將雅   | 吉田直弘   | 16/8/2011  | JpnIII   | 夏日冠軍錦標   |
| 1750米 | 1:51.1 | Daiwa Bordeaux | 雄4  | 55   | 鮫島克也   | 西久保政等 | 30/11/2014 |          | 初冬特別       |
| 1800米 | 1:53.7 | King Pride     | 雄6  | 56   | 川島拓     | 土井道隆   | 13/5/2018  | 佐賀重賞 | 佐賀春季盃     |
| 1860米 | 2:00.8 | Rigu Rheia     | 雌3  | 54   | 石川慎将   | 北出成人   | 31/8/2023  |          | JRA交流夏季盃  |
| 2000米 | 2:05.0 | 關鍵一擊       | 雄7  | 58   | 川田將雅   | 宮本博     | 11/2/2021  | JpnIII   | 佐賀紀念       |
| 2500米 | 2:43.5 | Great Pearl    | 雄7  | 56   | 鮫島克也   | 川田孝好   | 25/10/2020 | 佐賀重賞 | 佐賀大賞典     |

## 交通
從九州旅客鐵道鳥栖站乘搭西鐵巴士佐賀43號往目達原・神崎站方向於競馬場前巴士站下車。從九州旅客鐵道肥前麓站步行40分鐘。從九州旅客鐵道肥前旭站步行40分鐘。從九州旅客鐵道中原站步行45分鐘。
在賽事舉行期間，亦會有免費接駁巴士來往競馬場和西日本鐵道久留米巴士中心及西日本鐵道西鐵柳川站。

## 主要賽事

### 日本一級賽

#### 由各競馬場輪流舉辦之賽事
日本育馬場盃經典賽（JBCクラシック），3歲或以上，2024年舉辦。
日本育馬場盃雌馬經典賽（JBCレディスクラシック），3歲或以上雌馬，2024年舉辦。
日本育馬場盃短途賽（JBCスプリント），3歲或以上，2024年舉辦。

### 日本三級賽
夏日冠軍錦標（サマーチャンピオン），泥地1400米，3歲或以上。
佐賀紀念（佐賀記念），泥地2000米，4歲或以上

### 佐賀重賞
九州青年冠軍賽（九州ジュニアチャンピオン），泥地1400米，2歲佐賀出道馬。
五車二賞（カペラ賞 ），泥地1800米，2歲佐賀所屬馬。
北落師門賞（フォーマルハウト賞 ），泥地1400米，2歲地方所屬馬。
佐賀未來之星錦標（ネクストスター佐賀），泥地1400米，2歲佐賀所屬馬。
春季賞（ル・プランタン賞），泥地1800米，3歲地方所屬馬。
佐賀皋月賞（佐賀皐月賞），泥地1800米，3歲佐賀所屬馬。
九州打吡榮城賞（九州ダービー栄城賞），泥地2000米，3歲佐賀所屬馬。
佐賀青年盃（佐賀ユースカップ ），泥地1400米，3歲佐賀所屬馬。
蓮花冠賞（ロータスクラウン賞 ），泥地2000米，3歲佐賀、高知所屬馬。
花吹雪賞（花吹雪賞），泥地1800米，3歲佐賀、高知所屬雌馬。
飛燕賞（飛燕賞），泥地1800米，3歲佐賀所屬馬。
蒲公英賞（たんぽぽ賞），泥地1400米，3歲九州產馬。
佐賀若駒賞（佐賀若駒賞），泥地1750米，3歲佐賀出道及所屬馬。
佐賀春季盃（佐賀スプリングカップ），泥地1800米，3歲或以上佐賀所屬馬。
佐賀愛神盃（佐賀ヴィーナスカップ），泥地1400米，4歲或以上地方所屬雌馬。
佐賀極致短途賽（佐賀がばいダッシュ），泥地900米，3歲或以上佐賀所屬馬。
佐賀王冠賞（佐賀王冠賞），泥地2000米，3歲或以上佐賀所屬馬。
吉野里紀念（吉野ヶ里記念），泥地1400米，3歲或以上佐賀所屬馬。
九州冠軍賽（九州チャンピオンシップ），泥地1750米，3歲或以上佐賀所屬馬。
霧島賞（霧島賞），泥地1400米，3歲或以上九州產馬。
九州大賞典（九州大賞典），泥地2500米，3歲或以上佐賀所屬馬。
鳥栖大賞（鳥栖大賞）泥地2000米，3歲或以上地方所屬馬。
佐賀秋季短途錦標（佐賀オータムスプリント），泥地1400米，3歲或以上佐賀所屬馬。
中島紀念（中島記念），泥地1800米，3歲或以上佐賀所屬馬。
黃金短途錦標（ゴールドスプリント），泥地1300米，4歲或以上地方所屬馬。
冬季冠軍賽（ウインターチャンピオン），泥地1400米，3歲或以上佐賀所屬馬。
九州王冠（九州クラウン），泥地1400米，3歲或以上佐賀所屬馬。
葉隱大賞典（はがくれ大賞典），泥地2000米，3歲或以上佐賀所屬馬。

#### 由各競馬場輪流舉辦之賽事
西日本未來之星錦標（ネクストスター西日本），3歲佐賀、高知、兵庫所屬馬，計劃舉辦但未知年份。
西日本打吡（西日本ダービー），泥地2000米，3歲佐賀、高知、兵庫、東海、石川所屬馬，2017年及2022年舉辦。

## 外部連結
- 维基共享资源上的相關多媒體資源：佐賀競馬場
- 佐賀縣競馬組合 （页面存档备份，存于）

33°20′57.7″N 130°28′15.1″E / 33.349361°N 130.470861°E